# Neustadt (Hamburg)
Neustadt, Hamburg-Neustadt — dzielnica miasta Hamburg w Niemczech, w okręgu administracyjnym Hamburg-Mitte.